# Moderni ples
Moderni ples je široki žanr zapadnog koncertnog ili pozorišnog plesa, prvenstveno nastao u Nemačkoj i Sjedinjenim Državama krajem 19. i početkom 20. veka.
Smatra se da se moderni ples pojavio kao odbacivanje ili pobuna protiv klasičnog baleta. Socioekonomski i kulturni faktori takođe su doprineli njegovom razvoju. Krajem 19. veka, plesni umetnici poput Izadore Dankan, Maud Alan i Loje Fuler bili su pioniri novih oblika i praksi u onome što se danas naziva estetskim ili slobodnim plesom za izvođenje. Ovi plesači su zanemarili strog baletski rečnik, određeni, ograničeni skup pokreta koji su se smatrali svojstvenim baletu i prestali su da nose korsete i špic-patike u potrazi za većom slobodom kretanja.
Tokom 20. veka, sociopolitička zabrinutost, glavni istorijski događaji i razvoj drugih umetničkih oblika doprineli su daljem razvoju modernističkog plesa u Sjedinjenim Državama i Nemačkoj. Prelazeći u šezdesete godine, počele su da se pojavljuju nove ideje o plesu, kao odgovor na ranije forme plesa i na društvene promene. Na kraju, postmoderni plesni umetnici odbacili su formalizam modernog plesa i uključili elemente kao što su umetnost performansa, kontaktna improvizacija, tehnika oslobađanja i improvizacija.
Američki moderni ples može se (grubo) podeliti u tri perioda ili ere. Tokom ranog modernog doba (oko 1880–1923), ovaj ples je bio karakterisan radovima Izadore Dankan, Loje Fuler, Rut St. Denis, Teda Šona i Eleanor King, što je radikalno izmenjena umetnička praksa, ali još uvek nisu postojale jasno izražene moderne plesne tehnike. Tokom centralnog modernog perioda (oko 1923–1946), koreografi Marta Graham, Doris Hamfri, Katerin Danham, Čarls Vejdman i Lester Horton nastojali su da razviju prepoznatljivo američke stilove pokreta i rečnika, i razvili su jasno definisane i prepoznatljive sisteme plesnog treninga. U periodu kasne moderne (oko 1946–1957), Hose Limon, Perl Prajmus, Mers Kuningam, Tejli Biti, Erik Hokins, Ana Sokolov, Ana Halprin, Pol Tejlor uveli su jasan apstrakcionizam i avangardne pokrete i otvorili put postmodernom plesu.

## Zaleđina
Smatra se da se moderni ples pojavio kao odbacivanje ili pobuna protiv klasičnog baleta, iako istoričari sugerišu da su socioekonomske promene u Sjedinjenim Državama i Evropi pomogle da se pokrenu promene u svetu plesa. U Americi su sve veća industrijalizacija, uspon srednje klase (koja je imala više raspoloživog dohotka i slobodnog vremena) i oronjavanje viktorijanskih socijalnih ograničenja doveli su, između ostalih promena, do novog interesovanja za zdravlje i fizičku sposobnost. „U toj atmosferi je nastao ’novi ples’ koliko iz odbacivanja društvenih struktura, tako i iz nezadovoljstva baletom.“ U tom istom periodu „prvaci fizičkog vaspitanja pomogli su da se pripremi put za savremeni ples i gimnastičke vežbe služile su kao tehnička polazišta mladim ženama koje su želele da plešu.“ Ženski koledži su počeli da nude kurseve „estetskog plesa“ krajem 1880-ih. Emil Rat, koji je u to vreme opširno pisao o ovom novom obliku umetnosti, napominje 
„Muzika i ritmički telesni pokreti su sestre blizankinje, budući da su istovremeno nastale ... danas u umetničkom delu Isadore Dunkan, Maud Alan i drugih vidimo upotrebu oblika plesa koji nastoji da prikaže u pokretima ono što muzički majstor izražava u svojim kompozicijama - interpretativno plesanje“.

## Radikalni ples
Uznemireni Velikom depresijom i rastućom prijetnjom fašizma u Evropi, radikalni plesači pokušali su uvećaju svesnost dramatizujući ekonomske, socijalne, etničke i političke krize svog vremena.
- Hanja Holm, učenica Mari Vigman i instruktor u Vigmanovoj školi u Drezdenu, osnovala je Njujoršku Vigmanovu školu plesa 1931. godine (koja je 1936. postala Studio Hanje Holm) uvodeći Vigmanovu tehniku, Labanove teorije prostorne dinamike, a kasnije i svoje sopstvene plesne tehnike američkog modernog plesa. Kao iskusna koreografkinja, ona je bila osnivač prvog Američkog plesnog festivala u Beningtonu (1934). Plesno delo Holmove pod naslovom Metropolitan Dejli bila je prva moderna plesna kompozicija koja je emitovana na NBC-u, a njen labanotacijska partitura za Kiss Me, Kate (1948) bila je prva koreografija koja je zaštićena autorskim pravima u Sjedinjenim Državama. Holmova je koreografisala u poljima koncertnog plesa i muzičkog pozorišta.[8]
- Ana Sokolov - Učenica Marte Graham i Luisa Horsta, Sokolova je stvorila sopstvenu plesnu kompaniju (oko 1930). Prikazujući dramatične savremene slike, kompozicije Sokolove uglavnom su bile apstraktne, često su otkrivale čitav spektar ljudskog iskustva koji odražava napetost i otuđenost vremena i istinutost ljudskog kretanja.
- Hose Limon - 1946. godine, nakon studija i nastupa sa Doris Humfri i Čarlsom Vejdmanom. Limon je osnovao sopstvenu kompaniju sa Humfrijem kao umetničkim direktorom. Pod njenim mentorstvom Limon je stvorio svoj autentični ples The Moor’s Pavane (1949). Limonova koreografska dela i tehnika ostaju snažan uticaj na savremenu plesnu praksu.[9]

## U Sjedinjenim Državama

### Rani moderni ples u Americi
Rut St. Denis je 1915. godine sa suprugom Tedom Šonom osnovala školu i plesnu kompaniju Denišon. Marta Graham se često smatra osnivačkom majkom modernog koncertnog plesa 20. veka. Graham je balet smatrala previše jednostranim: evropskim, imperijalističkim i neameričkim. Ona je postala učenica škole Denišovn 1916. godine, a zatim se preselila u Njujork Siti 1923. godine, gde je nastupala u muzičkim komedijama, mjuzikholovima i radila na sopstvenoj koreografiji. Graham je razvila sopstvenu plesnu tehniku, Grahamovu tehniku, koja se zasnivala na konceptima kontrakcije i oslobađanja. U Grahamovim učenjima, ona je nastojala da njeni učenici „osećaju“. „Osećati“ znači imati pojačan osećaj svesti o prizemljenosti za pod, a istovremeno osećati energiju kroz celo telo, šireći je na publiku. Njeni glavni doprinosi plesu su fokus ’centra’ tela (za razliku od naglaska baleta na udovima), koordinacija između disanja i pokreta i odnos plesača sa podom.

## Zaostavština modernog plesa
Nasleđe modernog plesa može se videti u lozi koncertnih plesnih formi 20. veka. Iako često proizvode različite plesne forme, mnogi umetnici sa osnovnim plesom dele zajedničko nasleđe koje se može pratiti do slobodnog plesa.

### Postmoderni ples
Postmoderni ples se razvio 1960-ih u Sjedinjenim Državama kada je društvo dovodilo u pitanje istine i ideologije u politici i umetnosti. Ovaj period obeležili su socijalni i kulturni eksperimenti u umetnosti. Koreografi više nisu stvarali određene „škole“ ili „stilove“. Uticaji iz različitih perioda plesa postali su nejasniji i fragmentiraniji. Vrlo je često da se postmoderni ples izvodi uz malo muzike ili je uopšte nema.

### Savremeni ples
Savremeni ples nastao je pedesetih godina prošlog veka kao plesna forma koja kombinuje moderne plesne elemente i elemente klasičnog baleta. On može da koristi elemente iz nezapadnih plesnih kultura, kao što su afrički ples savijenih kolena kao karakterističnu osobinu i butoh, japanski savremeni ples koji se razvio 1950-ih. On je takođe izveden iz modernih evropskih tema poput poetskih i svakodnevnih elemenata, isprekidanih linija, nelinearnih pokreta i ponavljanja. Mnogi savremeni plesači svakodnevno se obučavaju za klasični balet kako bi išli u korak sa tehničkom koreografijom. Ovi plesači imaju tendenciju da slede ideje efikasnog telesnog pokreta, zauzimajući prostor i vodeći računa o detaljima. Savremeni ples danas uključuje koncertni i komercijalni ples zbog linija koje zamućuju pop kultura i televizijske emisije. Prema Trevi Bedinghaus, „Savremeni plesači koriste ples kako bi izrazili svoje najdublje emocije, često kako bi se približili svojoj unutrašnjoj suštini. Pre pokušaja koreografije rutine, savremeni plesač odlučuje koje emocije će pokušati da prenese na publiku. Mnogi savremeni plesači odaberu temu koja im je bliska i draga, poput izgubljene ljubavi ili ličnog neuspeha. Plesač će odabrati muziku koja se odnosi na priču koju žele da ispričaju ili će odlučiti da uopšte ne koristi muziku, a zatim će izabrati kostim koji odražava odabrane emocije.“

## Literatura
- Adshead-Lansdale, J. (Ed) (1994) Dance History: An Introduction. Routledge.  0-415-09030-X
- Anderson, J. (1992) Ballet & Modern Dance: A Concise History. Independent Publishers Group.  0-87127-172-9
- Au, S. (2002) Ballet and Modern Dance (World of Art). Thames & Hudson.  0-500-20352-0
- Brown, J. Woodford, C, H. and Mindlin, N. (Eds) (1998) (The Vision of Modern Dance: In the Words of Its Creators). Independent Publishers Group.  0-87127-205-9
- Cheney, G. (1989) Basic Concepts in Modern Dance: A Creative Approach. Independent Publishers Group.  0-916622-76-2
- Daly, A. (2002) Done into Dance: Isadora Duncan in America. Wesleyan Univ Press.  0-8195-6560-1
- de Mille, A. (1991) Martha : The Life and Work of Martha Graham. Random House.  0-394-55643-7
- Duncan, I. (1937) The technique of Isadora Duncan. Dance Horizons.  0-87127-028-5
- Foulkes, J, L. (2002) Modern Bodies: Dance and American Modernism from Martha Graham to Alvin Ailey. The University of North Carolina Press.  0-8078-5367-4
- Graham, M. (1973) The Notebooks of Martha Graham. Harcourt.  0-15-167265-2
- Graham, M. (1992) Martha Graham: Blood Memory: An Autobiography. Pan Macmillan.  0-333-57441-9
- Hawkins, E. and Celichowska, R. (2000) The Erick Hawkins Modern Dance Technique. Independent Publishers Group.  0-87127-213-X
- Hodgson, M. (1976) Quintet: Five American Dance Companies. William Morrow and Company.  0-688-08095-2
- Horosko, M (Ed) (2002) Martha Graham: The Evolution of Her Dance Theory and Training. University Press of Florida.  0-8130-2473-0
- Humphrey, D. and Pollack, B. (Ed) (1991) The Art of Making Dances Princeton Book Co.  0-87127-158-3
- Hutchinson Guest, A. (1998) Shawn's Fundamentals of Dance (Language of Dance). Routledge.  2-88124-219-7
- Kriegsman, S, A.(1981) Modern Dance in America: the Bennington Years. G K Hall.  0-8161-8528-X
- Lewis, D, D. (1999) The Illustrated Dance Technique of Jose Limon. Princeton Book Co.  0-87127-209-1
- Long, R. A. (1995) The Black Tradition in Modern Dance. Smithmark Publishers.  0-8317-0763-1
- Love, P. (1997) Modern Dance Terminology: The ABC's of Modern Dance as Defined by its Originators. Independent Publishers Group.  0-87127-206-7
- McDonagh, D. (1976) The Complete Guide to Modern Dance Doubleday.  978-0-385-05055-5
- McDonagh, D. (1990) The Rise and Fall of Modern Dance. Chicago Review Press.  1-55652-089-1
- Mazo, J, H. (2000) Prime Movers: The Makers of Modern Dance in America. Independent Publishers Group.  0-87127-211-3
- Minton, S. (1984) Modern Dance: Body & Mind. Morton Publishing Company.  978-0-89582-102-7
- Roseman, J, L. (2004) Dance Was Her Religion: The Spiritual Choreography of Isadora Duncan, Ruth St. Denis and Martha Graham. Hohm Press.  1-890772-38-0
- Shelton, Suzanne. Divine Dancer: A Biography of Ruth St. Denis. New York: Doubleday, 1981.
- Sherman, J. (1983) Denishawn: The Enduring Influence. Twayne.  0-8057-9602-9
- Terry, W. (1976) Ted Shawn, father of American dance : a biography. Dial Press.  0-8037-8557-7

## Spoljašnje veze
- Dunning, Jennifer (1991-03-02). „Eleanor King, a modern dancer and choreographer, dies at 85”. New York Times.
- Dunning, Jennifer (1989-03-11). „Review/Dance; Recalling the Spirit of Doris Humphrey”. The New York Times.